# 카를로 카라
카를로 카라(Carlo Carrà, 1881년 2월 11일 ~ 1966년 4월 13일)는 이탈리아의 화가이다.